# KM Produce
KM Produce（中文：可爱梦制作）是創業於2002年的日本AV片商。縮寫為KMP。主要是開發單體女優為主。公司总部位於日本東京都木黑区，在品川区、大阪设有分社。

## 发展背景
2002年，KMP开始了单体女优策划
2003年至2016年，KMP相继推出了
Million Girl 2003【及川奈央、神谷沙織、長谷川瞳、早坂瞳、紋舞兰】
Million Project 2004，其中包括
Million Girls【上原深雪、泽口明日香、杉浦美由、nao.、中島京子】
Million Executive【及川奈央、早坂瞳】
Million Girls OG【長谷川瞳、紋舞兰】
Million Angel【如月加恋、美里霞】
Umanami Girls【原田春菜、藤森香、三上翔子】
Million Land 2005
Million Girls 2005【小沢菜穂、如月加恋、桜朱音】
Million Executive【及川奈央、早坂瞳、紋舞兰】
Million Angel【あいみ、神谷姫】
零食少女。【今野由愛、広瀬奈央美、三上翔子】
Million Madams【赤坂露娜、紫彩乃】
Million Land 2006
Million Executive【小泽菜穂、如月加恋、早坂瞳】
Million Angel 【綾瀬慈、上戸愛、早乙女優、春咲亜澄】
零食少女【楓愛琉、田中梨子、REINA】
Team kogal【紅音蛍、麻生岬、MIMI】
Million Madams【新堂有望、立花瞳】
Million Angel 2007 【糸矢芽衣、春咲亜澄、浅尾里香、相崎琴音】
Million Girls 2010【藤井雪梨、麻倉憂、大石希】
Million Girls 2011【藤井雪梨、麻倉憂、神咲詩織】
Million Girls 2012【藤井雪梨、麻倉憂、神咲詩織、桜菜菜美】
Million Girls Z2014【星美里香、佐倉絆、坂口美穂、Christine】
Million Girls Z2015【星美里香、佐倉絆、友田彩也香、桜井歩、絢森一佳→水嶋杏樹（絢森・水嶋作为练习生参加）】
Million Girls Z2016【星美里香、佐倉絆、友田彩也香】
自2015年起，保持每月制作超过170个超过100分钟的2D成人影片（AV）。
2017年开始涉及成人VR，一跃成为日本第一品牌。
2010年，开始建立成人用品销售。
2011年，策划推出全新品牌完全名器系列女优倒模硅胶自慰器。
2012年，Venus Hole系列产品正式上架到日本各大网站与店面。
2015年，推出极上女器系列自慰器，包含有 星美里香, 佐倉絆, 桜井歩, 友田彩也香, 浜崎真緒,波多野结衣等人气女优产品。
2016年，女优「佐仓绊」获得了“AV OPEN大赛”颁发的「AV OPEN2016 ハード部門1位受賞」
2017年，推出Premium Hole自慰器有波多野結衣，水野朝陽，波木遥，浅田結梨等一线女优产品。
2018年，创办了KMP 电子杂志，开始线上推送KMP公司相关之电子资讯，年营业额超过80亿日元。
2019年，旗下女优「篠田ゆう」获得日本成人番組倫理委員会颁发的「2019 Adult 播放大奖」
截至2019年7月为止，已有超过1000家店铺正在销售KMP公司产品。

## 著名AV女優
- 北条麻妃
- 川上優
- 麻生岬
- 糸矢芽衣
- 春咲和津實
- 紅音螢
- 麻倉憂
- 神咲詩織
- 一條綺美香
- 佐仓绊
- 友田彩也香
- 小西明日香
- 戸田Elina
- 雛乃
- 愛音麻尋
- 愛野詩
- 秋元夏美
- 松田亜美
- hiromi
- 愛来優
- 上原亜衣
- 波多野結衣

## 外部連結
- KMP（ケイ・エム・プロデュース） （页面存档备份，存于）

1. ↑  尚無官方中文譯名，中文社群習慣使用英文名稱的縮寫KMP。